# Yolanda Hadid
Yolanda Hadid, geboren als Yolanda van den Herik (Papendrecht, 11 januari 1964), is een Nederlands-Amerikaanse televisiepersoonlijkheid, de vierde echtgenote van de musicus David Foster en een voormalig Nederlands model. In 2016 scheidde ze van Foster, waarna ze opnieuw de achternaam van haar eerste man ging gebruiken.

## Biografie
Hadid groeide met haar ouders en haar broer Leo op in Papendrecht. Toen ze zeven was overleed haar vader bij een auto-ongeluk en moest haar moeder alleen de twee kinderen opvoeden.
Op 16-jarige leeftijd werd Hadid door ontwerper Frans Molenaar gevraagd om een van de modellen te vervangen op de catwalk. Hadid werd ontdekt als model door Eileen Ford, de eigenaar van Ford Models. Ze tekende een contract bij het modellenbureau en liep modeshows in Parijs, Milaan, Hamburg, Sydney, Kaapstad, Tokio, New York en Los Angeles. Na vijftien jaar stopte ze als model om een gezin te stichten.
Met haar toenmalige echtgenoot Mohamed Hadid ging ze in Los Angeles wonen. Na haar echtscheiding verhuisde ze in 2001 met haar kinderen naar Montecito en werkte als interieurarchitecte vanuit huis. Ze is twee keer gehuwd geweest: de tweede keer met David Foster (2011-2016). Uit haar eerste huwelijk heeft ze twee dochters (modellen Gigi en Bella) en een zoon (model Anwar).
In 2012 werd de ziekte van Lyme bij haar vastgesteld. In december van dat jaar meldde ze dat er een katheter in haar borstkas was aangebracht ter behandeling van de chronische ziekte. In april 2013 liet ze deze weer verwijderen. In 2017 schreef zij een boek over haar ervaringen met de ziekte met de titel Believe Me, in Nederland verschenen onder de titel  Hoor me.

## Filmografie
- Nederlandse Hollywoodvrouwen (2011-2012)
- The Real Housewives of Beverly Hills (2012-2016)[7]

- Gemeinsame Normdatei: 1306309247
- International Standard Name Identifier: 0000 0004 6879 8872
- Library of Congress Control Number: n2017003368
- Virtual International Authority File: 1558148574300724430003
- WorldCat: E39PBJvxyv4c7R3D4pbf8chyh3